# Arena Joinville
A Arena Joinville, localizada na maior cidade de Santa Catarina, Joinville e edificada no bairro Bucarein, é uma arena multiuso municipal, sendo um dos maiores estádios de futebol de Santa Catarina. O local é a casa do Joinville Esporte Clube, o Fluminense Futebol Clube e pelo Nação Esportes também usam ocasionalmente seus jogos, quando não conflita com os do Joinville.

## História
O projeto arquitetônico da Arena Joinville é do Arquiteto Luiz Volpato. Sua primeira etapa foi inaugurada em 25 de setembro de 2004, na partida entre Joinville Masters 1x3 Seleção Brasileira de Masters.
A segunda etapa foi inaugurada em 26 de julho de 2007, na partida Joinville 4x3 Athletico-PR.
Com isso, a capacidade, que inicialmente era de 15.000 pessoas, foi expandida para 22.400 mil espectadores e será novamente expandida para 30.000, com o custo estimado de R$ 7 milhões. O projeto final prevê que a Arena contará ainda com lojas comerciais, praça de alimentação, estacionamento e parque público anexo. Por ser um estádio público e não propriedade do Joinville Esporte Clube, ele deverá ter retomadas as obras assim que o governo municipal angariar verbas junto ao governos estadual e federal para conclusão da 3ª etapa.
Em 09 de novembro de 2022, o atestado de funcionamento emitido pelo Corpo de Bombeiros Miliar de Santa Catarina informou a capacidade máxima de 17.515 pessoas. O documento é válido até 08 de novembro de 2023.
O público recorde registrado da Arena é de 19.631 pagantes, no dia 03 de dezembro de 2011, no jogo em que o Joinville venceu o CRB pelo placar de 4x0, e conquistou assim o título de Campeão Brasileiro da Série C de 2011.

## Ernestão e Estádio Olímpico

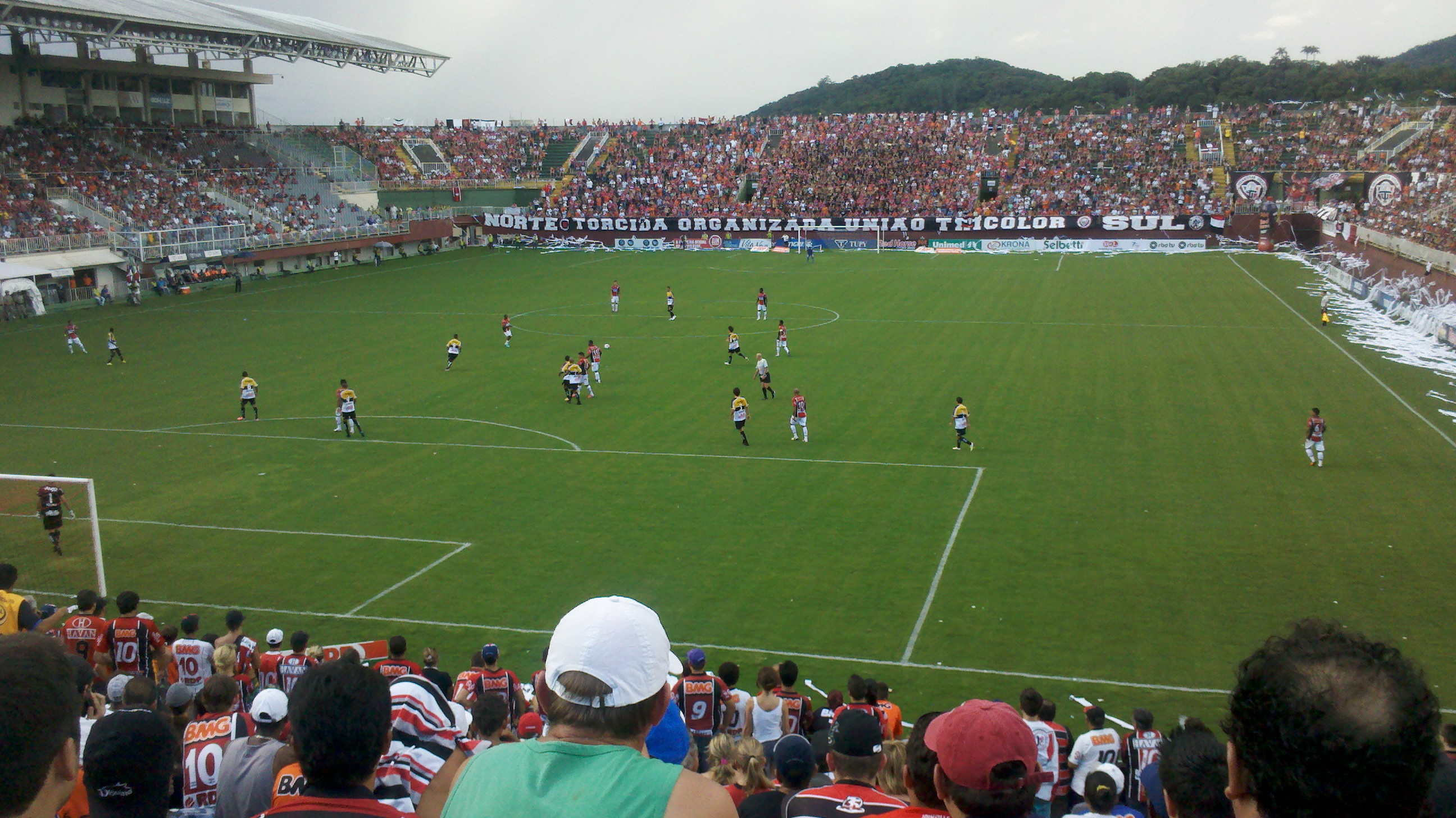
Arena Joinville em 2013, na vitória do Joinville pelo Criciúma pelo campeonato catarinense

Antes da Arena Joinville, outros estádios tiveram grande destaque em Joinville, especificamente dois, o Estádio Ernesto Schlemm Sobrinho e o Estádio Olímpico Dr. Sadalla Amin Ghanem, estádios do Caxias e América, respectivamente, e que também recebeu jogos do Joinville.
O Ernestão não recebe jogos profissionais desde 2012, quando o Caxias se licenciou, já o Olímpico não recebe jogos desde 2020, quando o Nação Esportes mandava seus jogos lá.

## Maiores públicos
| N.º | Público | Mandante  | Placar | Visitante   | Data       | Campeonato            |
| --- | ------- | --------- | ------ | ----------- | ---------- | --------------------- |
| 1   | 19 631  | Joinville | 4 – 0  | CRB         | 03/12/2011 | Brasileiro - Série C  |
| 2   | 18 115  | Joinville | 3 – 1  | Criciúma    | 04/08/2012 | Brasileiro - Série B  |
| 3   | 17 815  | Joinville | 3 – 1  | Ponte Preta | 15/11/2014 | Brasileiro - Série B  |
| 4   | 17 749  | Joinville | 0 – 0  | Figueirense | 03/05/2015 | Catarinense - Série A |
| 5   | 17 087  | Joinville | 2 – 1  | Figueirense | 06/04/2014 | Catarinense - Série A |
| 6   | 16 819  | Joinville | 0 – 1  | Santos      | 08/05/2013 | Copa do Brasil        |
| 7   | 16 699  | Joinville | 1 – 1  | Avaí        | 09/03/2024 | Catarinense - Série A |